# Hungria nos Jogos Olímpicos de Inverno de 1988
A Hungria competiu nos Jogos Olímpicos de Inverno de 1988, realizados em Calgary, Canadá.